# أماندا غيتس
أماندا غيتس هي لاعبة كرلنغ كندية، ولدت في 26 مارس 1986 في غريتر سودبوري في كندا.